# 短吻凱斯特銀漢魚
短吻凱斯特銀漢魚（学名：Kestratherina brevirostris）為輻鰭魚綱銀漢魚目銀漢魚科的其中一種，分布於東印度洋澳洲南部海域，體長可達10公分，為亞熱帶魚類，主要棲息在沿岸有遮蔽的港灣，生活習性不明。